# Maico Mobil
La Maico Mobil era una motocicletta da turismo prodotta dalla Maico tra il 1950 e il 1958. Concepita e venduta come auto su due ruote. La Mobil aveva una carrozzeria che racchiudeva tutta la parte meccanica e proteggeva il guidatore dalle intemperie. Nella carrozzeria erano integrate due borse e il vano per la ruota di scorta.

## Componenti meccaniche
La Mobil aveva un telaio tubolare sul quale venivano imbullonati pannelli in acciaio e alluminio della carrozzeria. La ruota era ricoperta da una grande carenatura e su questa era montato un grande parabrezza realizzato in plastica trasparente che avvolgeva il cruscotto nel quale era inserito il manubrio. Nella parte inferiore dei pannelli erano stati inseriti un vano per riporre i guanti e la predisposizione per poter montare una autoradio. Sul cruscotto erano stati montati il blocchetto dell'avviamento, il tachimetro e il tappo del serbatoio, che a sua volta era stato montato sul telaio proprio sotto al cruscotto.

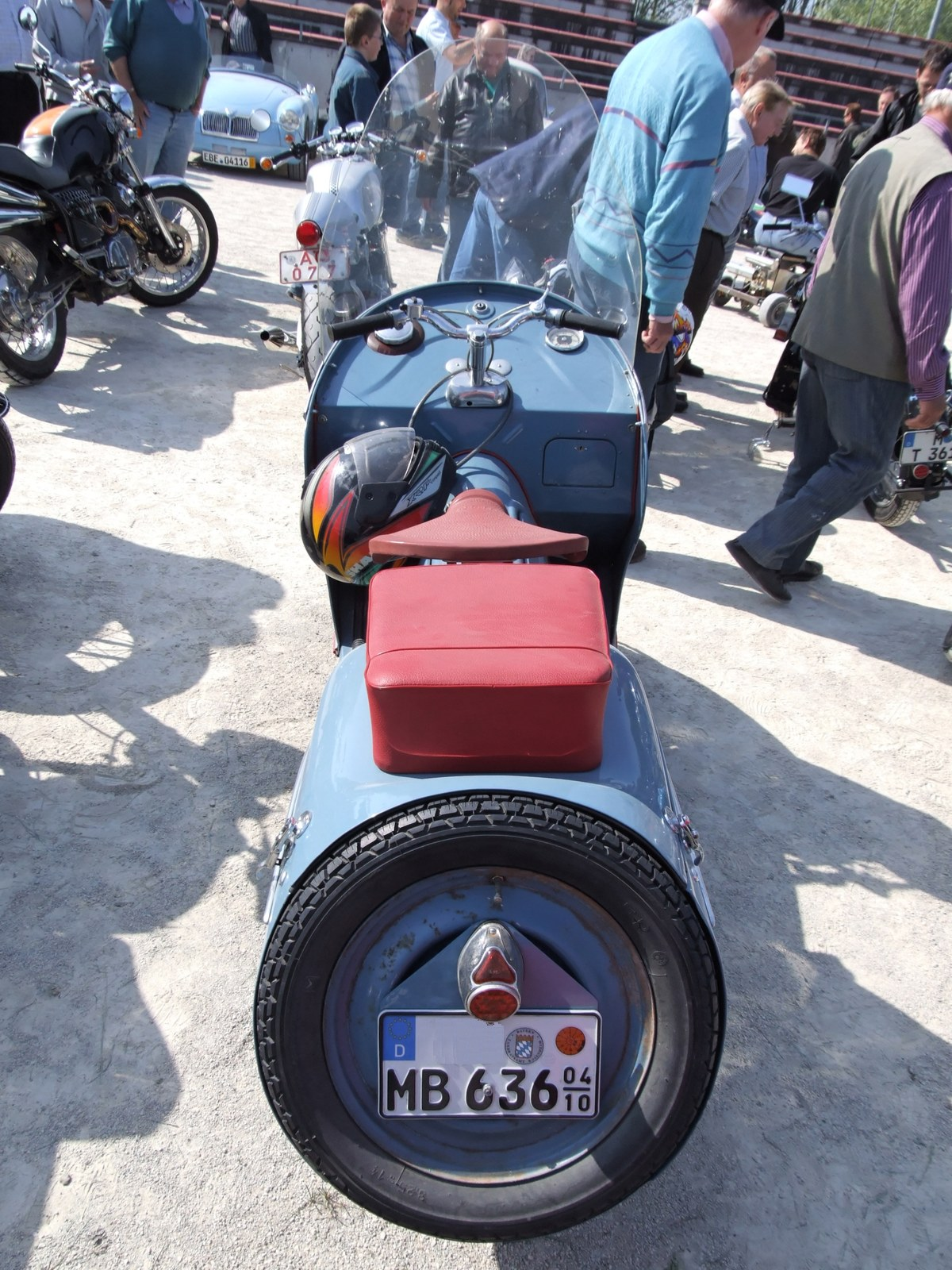
Vista posteriore della Mobil

Nella zona posteriore erano state ricavate due borse integrali e il vano nel quale veniva montata la ruota di scorta. Alle borse si accedeva sganciando il pannello posto sotto alla sella del passeggero.
La sospensione anteriore era costituita da una forcella telescopica e da forcellone su quella posteriore.
Il primo motore utilizzato era un monocilindrico a due tempi da 150 cm³ montato tra il cruscotto e il sedile del guidatore. Su entrambi i lati della Mobil erano stati realizzati dei pannelli che, per lavorare sul motore, potevano essere rimossi. Il cambio, montato sul manubrio, aveva tre rapporti. Nel 1953 la cilindrata del motore venne portata a 175 cc. Nel 1955 divenne disponibile come optional anche un motore da 200 cc. Sempre nel 1955 il cambio a tre marce con comando al manubrio venne sostituito da un cambio a quattro marce con comando a pedivella punta-tacco.